# Кёрбер, Людвиг Август
Лю́двиг А́вгуст Иммануи́л Кёрбер (Ке́рбер) (нем. Ludwig August Immanuel Körber; 15 ноября 1808 Вынну (Тартумаа) — 16 ноября 1893 Дерпт) — российский (лифляндский) пастор Евангелическо-лютеранской Церкви, писатель, представитель немецко-балтийского духовно-аристократического рода Körber. Сын пастора Эдуарда Филиппа Кёрбера; внук пастора Пауля Иоганна Кёрбера; брат пасторов Карла Эдуарда Кёрбера и Мартина Кёрбера; отец доктора медицины, профессора Бернгарда Августовича Кёрбера; шурин историка и писателя Виктора Амандуса (Амадеуса) Гена.

## Биография
Второй сын сельского пастора Эдуарда Филиппа Кёрбера, Людвиг Август родился в Вынну в 1808 г. Начальное образование получил дома, затем, с 1821 по 1826 гг. учился в дерптской гимназии. В 1827 г. Кёрбер поступил на факультет теологии Дерптского университета, который успешно закончил в 1830 г.
Сразу после завершения учёбы в университете вместе со старшим братом викарием Карлом Кёрбером в течение двух лет странствовал по Европе, совершив паломничество в Рим.
Вернувшись в Ливонию, первые годы Кёрбер учительствовал, затем поступил в аспирантуру Дерптского университета, после окончания которой был рукоположен 14.06.1836 г. и направлен пастором-адъюнктом в приход своего отца в церковь св. Иакова в Вынну. С этого времени пастор Эдуард Филипп Кёрбер перебрался в Дерпт и в своем приходе бывал наездами, не чаще двух раз в неделю. По этой причине, Людвиг Август фактически возглавлял приход в Вынну.

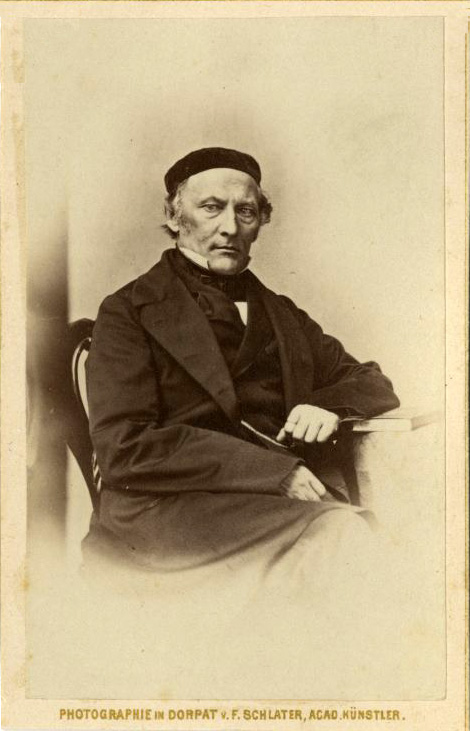
Пастор Людвиг Август Кербер

В 1846 г., когда старый пастор окончательно вышел в отставку, Людвиг Август Кёрбер против ожидания не унаследовал его место, а получил назначение пастором в приход при церкви Св. Мартина в Ранну (Randen, Ранден), где прослужил 7 лет.
29.03.1853 г. Кёрбер получил назначение пастором в приход при церкви св. Михаила в Рынгу (Ринген, Ringen), который возглавлял до 1880 г., и где оставил о себе только добрую память. Уже в первые годы службы в Рынгу, по инициативе пастора Кербера в Верроском округе была успешно проведена школьная реформа.
Во время Крымской войны Кёрберу пришлось временно оставить свой приход. За участие в качестве духовного лица в обороне крепости Свеаборг, среди защитников которой было много представителей лютеранской церкви, в 1857 г. ему был пожалован Золотой наперсный крест на орденской ленте из Кабинета Его Императорского Величества.
Вернувшись в свой приход Кёрбер занялся литературной деятельностью, издав несколько богословских книг. Его перу принадлежит и небольшое число художественных произведений, написанных им на эстонском и, частью, на немецком языках. Занимался пастор и историческими исследованиями своего прихода. По неподтвержденным сведениям он обнаружил в Рынгу след Самуила Скавронского — отца будущей фаворитки, а затем и жены Петра I — Марты Скавронской (императрицы Екатерины I).
Большое внимание уделял Кёрбер благоустройству церкви св. Михаила. Так, усилиями пастора в 1874 году в Рынгу был установлен орган, один из лучших в Эстонии, который существует и в наши дни.
В 1880 г. Кёрбер вышел в отставку и перебрался в Дерпт, где продолжил заниятия литературой вместе со старшим братом Карлом Кёрбером. Основные произведения Людвига Кербера были написаны на богословские темы и сегодня они практически забыты, тем не менее, имя его входит в число первых национальных писателей Эстонии. Умер Людвиг Август в 1892 году и похоронен в Дерпте на старом лютеранском кладбище Вана-Яани.

## Семья
Жена: Хелен Элизабет Ген (12.03.1809 — 10.01.1885) — правнучка известного историка Ливонии, бургомистра Дерпта Фридриха Конрада Гадебуша, кузина историка, литературоведа, филолога Виктора Амандуса (Амадеуса) Гена;
- сын: Кёрбер, Бернгард Августович (1837—1915) — доктор медицины, профессор;
- сын: Кёрбер, Эрнст Эдуард Фридрих (1838—1869) — доктор медицины;
- сын: Кёрбер, Эдуард Виктор (1840—1903) — учитель;
- сын: Кёрбер, Иоганнес Рейнгольд Иммануил (1842—1918) — банкир;
- сын: Кёрбер, Иммануил (1843—1919) — инженер, предприниматель;
- сын: Кёрбер, Арнольд (1847—1920) — учитель;
- сын: Кёрбер, Теодор (1849—1874) студент-медик.